# One Last Kiss
One Last Kiss es el primer EP de la cantante japonesa Hikaru Utada, fue lanzado el 9 de marzo de 2021. Se lanzó para la promoción de la película animada japonesa Evangelion: 3.0+1.0 Thrice Upon a Time en el momento del estreno de la película. Contiene todos los temas musicales lanzados anteriormente que se hicieron para la serie de películas Rebuild of Evangelion. También contiene el tema principal "One Last Kiss", que fue coproducido por A.G. Cook y lanzado junto con la película el 10 de marzo de 2021.
Comercialmente, el EP debutó en el número dos en la lista de álbumes de Oricon y en el número uno en la lista combinada de álbumes físicos y digitales de Oricon, así como en la lista Billboard Japan Hot Albums.

## Lista de canciones
| [ 3 ] |                                                  |          |  |
| N.º   | Título                                           | Duración |  |
| 1.    | «One Last Kiss»                                  | 4:12     |  |
| 2.    | «Beautiful World» (Da Capo Version)              | 5:58     |  |
| 3.    | «Beautiful World»                                | 5:17     |  |
| 4.    | «Beautiful World» (Planitb Acoustica Mix)        | 5:12     |  |
| 5.    | «Sakura Nagashi» (桜流し, "Flowing Cherry")      | 4:42     |  |
| 6.    | «Fly Me to the Moon (In Other Words)» (2007 Mix) | 3:26     |  |
| 7.    | «One Last Kiss» (Instrumental)                   | 4:12     |  |
| 8.    | «Beautiful World» (Da Capo Instrumental Version) | 5:57     |  |